# Dennis Wegner
Dennis Wegner (Greifswald, 10 januari 1991) is een Duits voormalig voetballer die doorgaans speelde als spits. Tussen 2010 en 2021 was hij actief voor Hallescher FC, Werder Bremen II, VfL Osnabrück, 1. FC Saarbrücken en TSV Steinbach.

## Clubcarrière
Wegner speelde in de jeugd voor Greifswalder SV, de regionale club uit zijn geboorteplaats, en Hallescher FC. Bij die laatste club debuteerde hij uiteindelijk ook in het voetbal. Hij speelde tussen 2010 en 2012 meer dan dertig duels voor Hallescher en Werder Bremen nam hem over om hem in het belofteteam te laten spelen. Daar maakte hij dertien doelpunten. Na dat ene seizoen liep zijn contract af, maar hij had de interesse gewekt van VfL Osnabrück, waar hij een tweejarige verbintenis ondertekende. Een jaar later verkaste Wegner naar 1. FC Saarbrücken. In zijn eerste seizoen speelde hij nog tweeëndertig wedstrijden, maar in de jaargang erna kreeg hij geen speeltijd. Na nog drie duels in het seizoen 2016/17 stapte de aanvaller in de zomer van 2017 over naar TSV Steinbach. In april 2018 verlengde Wegner zijn verbintenis bij Steinbach met één jaar. Een jaar later kwam daar nog een seizoen bij. Medio 2021 vertrok hij, om vervolgens te besluiten op dertigjarige leeftijd een punt te zetten achter zijn actieve loopbaan.